# Djamel Bouras
Djamel Bouras (Givors, 11 augustus 1971) is een Frans judoka. Bouras werd in 1996 zowel Europees kampioen als olympisch kampioen. Bouras won twee medailles op de wereldkampioenschappen. Bouras verloor tijdens de Olympische Zomerspelen 2000 in de kwartfinale van de latere kampioen Makoto Takimoto via de herkansingen kwam Bouras in de strijd om het brons, die wedstrijd werd voor Bouras verloor.

## Resultaten
- Europese kampioenschappen judo 1995 in Birmingham  in het halfmiddengewicht
- Wereldkampioenschappen judo 1995 in Chiba  in het halfmiddengewicht
- Europese kampioenschappen judo 1996 in Den Haag  in het halfmiddengewicht
- Olympische Zomerspelen 1996 in Atlanta  in het halfmiddengewicht
- Europese kampioenschappen judo 1997 in Oostende  in het halfmiddengewicht
- Wereldkampioenschappen judo 1997 in Parijs  in het halfmiddengewicht
- Europese kampioenschappen judo 1999 in Bratislava  in het halfmiddengewicht
- Olympische Zomerspelen 2000 in Sydney 5e in het halfmiddengewicht

1972: Toyokazu Nomura ·
1976: Vladimir Nevzorov ·
1980: Sjota Chabareli ·
1984: Frank Wieneke ·
1988: Waldemar Legień ·
1992: Hidehiko Yoshida ·
1996: Djamel Bouras ·
2000: Makoto Takimoto ·
2004: Ilias Iliadis ·
2008: Ole Bischof · 
2012: Kim Jae-bum · 
2016: Chasan Chalmoerzajev · 
2020: Takanori Nagase · 
2024: Takanori Nagase
- Bibliothèque nationale de France: cb13567800k (data)
- International Standard Name Identifier: 0000 0000 0893 1329
- Système universitaire de documentation: 052601943
- Virtual International Authority File: 5099170